# Premier président de cour d'appel
Pour les articles homonymes, voir Premier président.

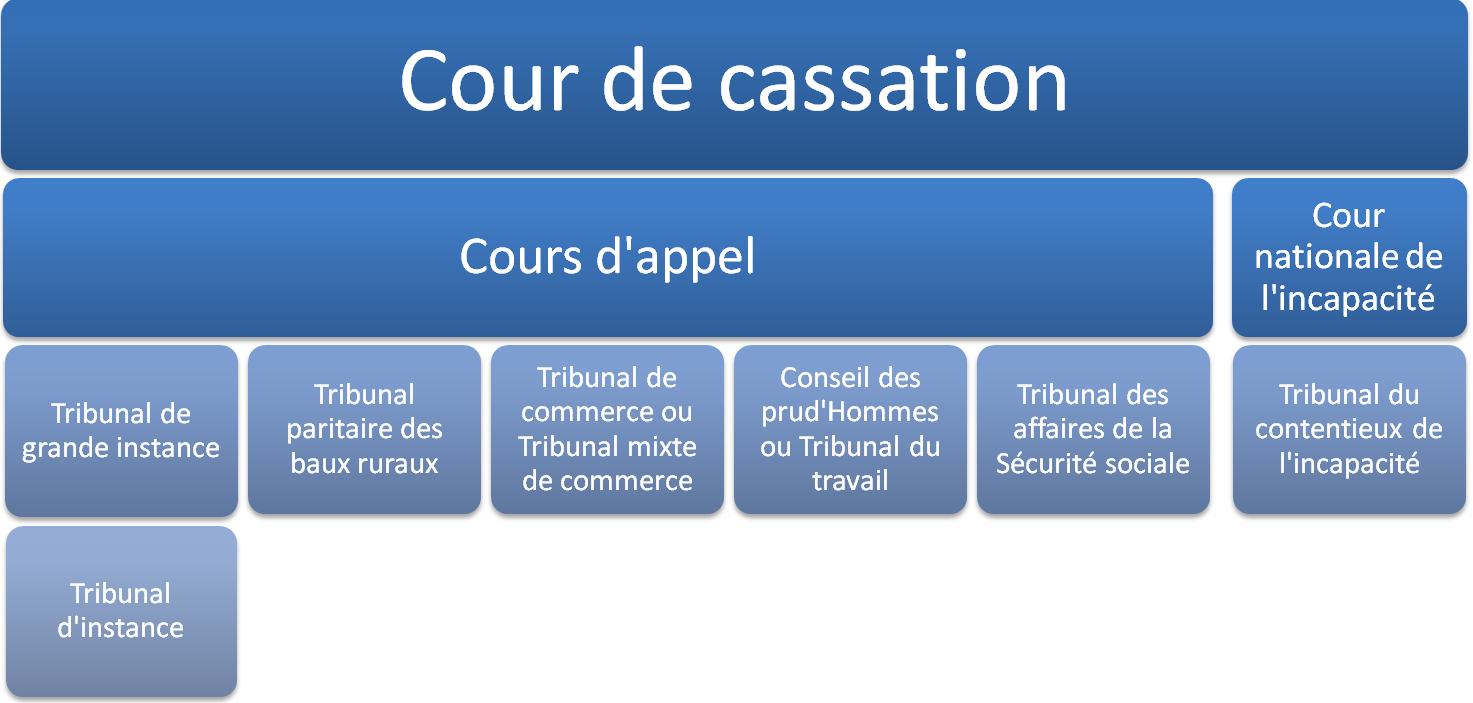
Juridictions de l'ordre judiciaire français compétentes en matière civile (après la réforme entrée en vigueur le 1er juillet 2017).

Un premier président de cour d'appel est, en France, un magistrat du siège à la tête d'une cour d'appel avec des attributions proches de celles d’un président de tribunal judiciaire.
Avec le procureur général, il coordonne les tribunaux qui sont du ressort de la cour d'appel, tant en matière d'organisation, de budget que de ressources humaines. Il est en relation avec l'administration centrale du ministère de la Justice. Le premier président et le procureur général, assistés éventuellement d'autres magistrats, participent à l'administration et à l'inspection des juridictions du ressort de la cour. Ils ont ainsi la qualité d'ordonnateur et de personne responsable des marchés publics. Ils sont aidés, dans ces attributions, par le service administratif régional